# Percina caprodes
Espèce
Statut de conservation UICN

 LC  : Préoccupation mineure
Percina caprodes, fouille-roche zébré ou dard-perche (en anglais Common logperch) une espèce de poisson d'eau douce à nageoires rayonnées. Il s'agit d'un dard de la sous-famille des Etheostomatinae, compris dans la famille des Percidae, qui contient également les perches, les collerettes et les sandres. Comme les autres fouille-roches, il arbore des barres verticales typiques le long du flanc et une bouche subinfère.
Il s'agit du fouille-roche le plus répandu, établi dans une grande partie de l'Est des États-Unis et du Canada. Comme les autres fouille-roche, ils habitent les cours d'eau et lacs clairs et graveleux, atteignant une taille maximale d'environ 18 cm (7,1 po) et un âge maximum d'environ 3 ans. Ils jouent un rôle clé dans la reproduction de la moule tabatière (en).

## Description
Le fouille-roche zébré est une espèce de dard-perche présente naturellement aussi loin au nord que le fleuve Saint-Laurent au Canada, aussi loin à l'ouest que les Grands Lacs et au sud dans tout le fleuve Mississippi jusqu'au Rio Grande. Le fouille-roche zébré se trouve également à l'ouest jusqu'en Californie, où il a été introduit en 1953. Les femelles pondent des œufs qu'elles abandonnent; les embryons dérivent vers les zones lentiques après l'éclosion. La répartition de la population est directement influencée par la présence dans le milieu de prédateurs, dont le doré. Les barrages peuvent également exercer un stress sur les poissons, en obstruant les parcours migratoires et en inhibant les échanges génétiques entre les populations. Les percina caprodes se sont également révélées extrêmement sensibles à la pollution par les nitrites.
En somme, bien que le fouille-roche zébré ne soit pas actuellement répertorié comme une espèce menacée ou en voie de disparition, l'activité humaine un impact négatif considérable sur l'espèce. Certains chercheurs suggèrent la mise en place d'un plan de surveillance comprenant un exercice de recensement récurrent du poisson dans chaque zone de sa répartition et une contingence des espèces envahissantes qui supplantent le fouille-roche, comme le gobie à taches noires.

## Distribution
Selon Cooper (1978), le fouille-roche zébré a une aire de répartition qui couvre une bonne partie de l'Amérique du Nord. Il est présent naturellement du Mexique, au sud, jusqu'au Québec, au nord, et du Montana, à l'ouest, jusqu'à l'océan Atlantique. En effet, il est présent naturellement dans les bassins versants du Río Grande, du Mississippi et du Saint-Laurent. L'aire de répartition est artificiellement étendue jusqu'en Californie, où l'espèce a été introduite en 1953.

Aire de répartition selon Page et al.

Pour Page et al. (2011), l'aire de répartition est plus restreinte, couvrant du nord du Texas jusqu'à la baie d'Hudson, de la Saskatchewan jusqu'à New York.
L'aire de répartition naturelle, bien que quasi-continentale, a néanmoins été réduite au fil du temps en raison de la construction de barrages, de l'ensemencement d'espèces prédatrices et de l'introduction d'espèces exotiques envahissantes.

## Écologie

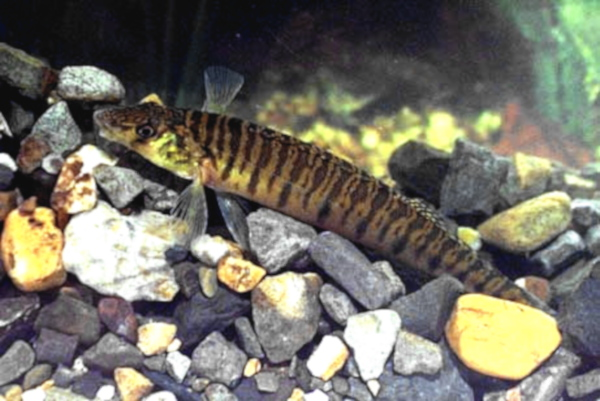
Un dard-perche sur un lit de gravier.

Le fouille-roche zébré, comme la plupart des espèces de dards, habite dans des habitats benthiques où il cherche sa nourriture. Il préfère les eaux claires et rapides avec un substrat rocheux ou sableux ; cependant, on peut le trouver dans toutes les eaux tempérées de sa répartition géographique. Son régime alimentaire se compose principalement d'invertébrés benthiques, qu'il chasse en renversant les pierres avec son museau. Il semble que les dard-perches ne soient pas particulièrement méthodique lors de leur recherche de nourriture et qu'ils se nourrissent en fait de manière très opportuniste.
Les chironomidés constituent la plus grande partie du régime alimentaire d'un fouille-roche (environ 54% du volume), tandis que les trichoptères et les simuliidés représentaient respectivement environ 15% et 22% du volume. Cependant, la consommation de proies peut varier considérablement selon le lieu et la saison. Bien qu'une certaine compétition puisse exister entre le fouille-roche zébré et d'autres espèces benthiques ayant la même répartition et le même régime alimentaire, le gobie à taches noires, une espèce exotique envahissante, constitue la plus grande menace concurrentielle pour le fouille-roche zébré, en raison de son caractère plus agressif et de son taux de reproduction taux plus élevé. Les prédateurs naturels du fouille-roche zébré sont notamment les piscivores carnivores des genres Sander, Micropterus et Esox.

## Cycle de vie

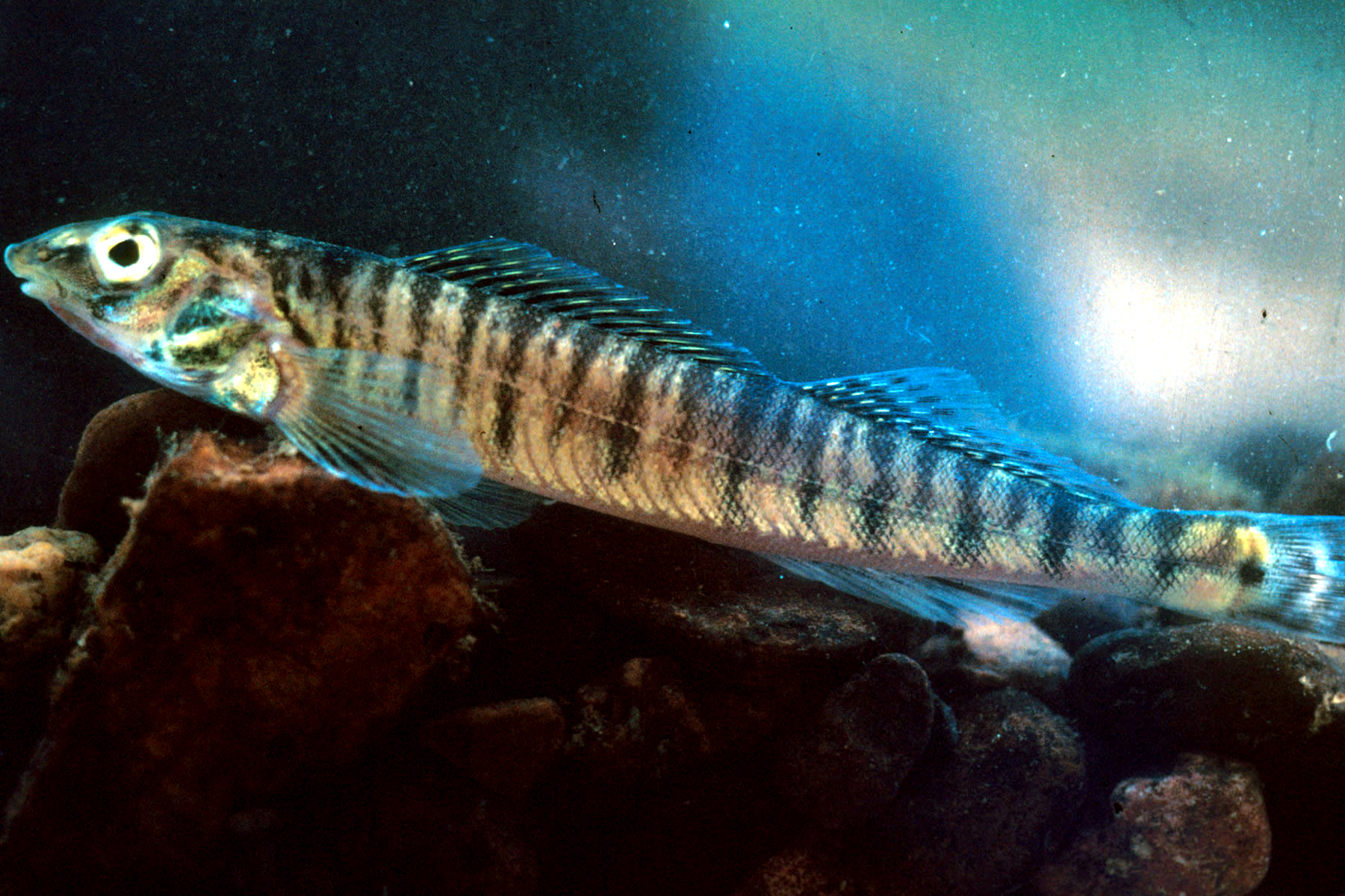
Un fouille-roche zébré adulte.

Le fouille-roche zébré a une croissance lente et une maturation sexuelle tardive caractéristique des milieux nordiques. Un spécimen atteint la maturité sexuelle à l’âge de 2 ans en moyenne. Le fouille-roche zébré se reproduit de nombreuses fois pendant les mois les plus chauds de l'année, généralement au printemps et en été. Les femelles pondent de petits œufs démersaux qui adhèrent aux roches et au substrat. Pour cette raison, les fouille-roches ont tendance à frayer dans des bancs rocheux peu profonds, avec une grande disponibilité d'oxygène. À l’éclosion, les embryons pélagiques dérivent vers les zones lentiques où le plancton est plus abondant pour se nourrir. Les œufs de fouille-roche éclosent beaucoup plus tôt que ceux des perches de manière générale. Ainsi, le fouille-roche zébré a conservé ses tendances reproductives ancestrales et n’a donc développé aucune nouvelle adaptation par rapport aux autres espèces de fouille-roche.

## Gestion faunique
Le fouille-roche zébré n’est actuellement pas une espèce de poisson menacée ou en voie de disparition et ne fait pas l'objet de mesure de gestion.
Bien que l'espèce ne soit pas menacée, l'activité anthropique influence négativement les populations. L’un de ces changements induits par l’homme est la construction de barrages, dont les eaux de fuite sont moins riches en oxygène. La faible teneur en oxygène cause un stress aux alevins, dont les poumons sont adaptés pour une disponibilité élevée en oxygène. La construction de barrage cause également accumulation de dépôts de limon sur le fond des cours d'eau, nuisible pour les dard-perches puisque le limon recouvre et masque les substrats granulaires qui constituent l'habitat de l'espèce. L'érosion d'origine humaine affecte également le perche de cette manière[réf. nécessaire].
L'utilisation excessive de pesticides et d'engrais à proximité des bassins versants peut également avoir un effet néfaste sur le fouille-roche zébré en tuant ou en modifiant la vie des insectes aquatiques et en augmentant les niveaux de nitrites.[réf. nécessaire]
L'impact le plus délétère sur le fouille-roche zébré vient peut-être de l'introduction du gobie à taches noires.

## Taxonomie
Le fouille-roche zébré a été formellement décrit pour la première fois sous le nom de Sciaena caprodes en 1818 par le mathématicien français Constantine Samuel Rafinesque (1783-1840) avec la rivière Ohio donnée habitat-type. Samuel Stehman Haldeman a créé Percina comme sous-genre de Perca et il a décrit Perca (Percina) nebulosa comme sa seule espèce, c'est un synonyme de P. caprodes. Cela signifie que le fouille-roche zébré est l'espèce type du genre Percina.